# L'Assassin qui rêvait d'une place au paradis
L'Assassin qui rêvait d'une place au paradis (suédois : Mördar-Anders och hans vänner (samt en och annan ovän)) est le troisième roman de l'écrivain suédois Jonas Jonasson paru dans sa langue d'origine le 23 septembre 2015. Il a été traduit en français par Laurence Mennerich.

## Résumé
Per Persson est le réceptionniste d'un hôtel miteux, ancien bouge local, La Pointe-de-Terre, qui héberge Johan Andersson dit Dédé le Meurtrier, qui a passé la majeure partie de sa vie en prison pour plusieurs assassinats sadiques gratuits. Per rencontre Johanna Kjellander, une femme prêtre qui n'a jamais cru en Dieu. Ensemble, ils vont monter une affaire de passage à tabac contre finances. Dédé le Meurtrier ayant compris que le meurtre, même rétribué peut mener en prison, il ne veut plus tuer mais accepte encore les passages à tabac contre salaire. Les commanditaires étant des membres de la pègre et les victimes en faisant partie aussi, il n' y a pas de risque de dépôt de plainte à la police.
Les affaires sont florissantes jusqu'au jour où Dédé le Meurtrier va trouver la foi que n'a jamais connue Johanna. Les choses vont alors mal tourner puisque, ayant encaissé plusieurs commandes, Dédé ne sera plus à même de respecter les contrats. Le trio va être obligé de fuir et ils vont s'établir dans une vieille église qu'ils vont racheter et mettre au point une congrégation très lucrative... jusqu'au jour où d'anciens clients, le Comte et la Comtesse, vont les retrouver...

## Éditions en français
- Jonas Jonasson (trad. du suédois par Laurence Mennerich), L'Assassin qui rêvait d'une place au paradis : roman [« Mördar-Anders och hans vänner (samt en och annan ovän) »], Paris, Presses de la Cité, 18 février 2016, 480 p., 23 cm (ISBN 978-2-258-13353-2)Traduction originale en français ; édition en grand format.
- Jonas Jonasson (trad. du suédois par Laurence Mennerich), L'Assassin qui rêvait d'une place au paradis [« Mördar-Anders och hans vänner (samt en och annan ovän) »], Paris, éd. Pocket, coll. « Pocket », 2 février 2017, 352 p., 18 cm (ISBN 978-2-266-27174-5)Édition au format de poche.